# Plan B (musiker)
 For alternative betydninger, se Plan B. (Se også artikler, som begynder med Plan B)
Benjamin Paul Ballance-Drew (født 22. oktober 1983), bedre kendt som Plan B, er en sanger fra England.

## Diskografi
- Who Needs Actions When You Got Words (2006)
- The Defamation of Strickland Banks (2010)
- Ill Manors (soundtrack) (2012)
- Heaven Before All Hell Breaks Loose (2018)